# Europees kampioenschap schaatsen 1896
Het Europese kampioenschap allround in 1896 werd van 28 tot 29 januari 1896 verreden op IJsbaan van Hamburg in Hamburg.
Voor het eerst werd er op een Europees kampioenschap een 10.000 meter verreden.
De titelhouder was de Noor Alfred Næss, de Europees kampioen van 1895 gewonnen op de ijsbaan Városligeti Müjégpálya in Boedapest De Duitser Julius Seyler werd kampioen door alle vier de afstanden te winnen.

## Klassement
| #    | Naam              | Land              | 1500m      | 10.000m     | 500m     | 5000m       |
| ---- | ----------------- | ----------------- | ---------- | ----------- | -------- | ----------- |
| Goud | Julius Seyler     | Duitse Keizerrijk | 2.39,6 (1) | 20.00,8 (1) | 53,2 (1) | 9.55,0 (1)  |
| (2)  | Wilhelm Henie     | Noorwegen         | 2.53,2 (3) | 22.52,8 (3) | 56,4 (2) | 11.00,2 (3) |
| (3)  | Julius von Salzen | Duitse Keizerrijk | 3.08,0 (5) | 23.00,2 (4) | 59,6 (4) | 11.16,8 (4) |
| NS3  | Peder Østlund     | Noorwegen         | 2.42,6 (2) | 20.26,6 (2) | NS       |             |
| NF2  | Alfred Lauenburg  | Duitse Keizerrijk | 3.04,6 (4) | NF          | 56,6 (3) | 10.59,6 (2) |

* = met val
NC = niet gekwalificeerd
NF = niet gefinisht
NS = niet gestart
DQ = gediskwalificeerd